# Hasselt Airport
Hasselt Airport är en flygplats i Belgien.   Den ligger i provinsen Limburg och regionen Flandern, i den östra delen av landet, 70 km öster om huvudstaden Bryssel. Hasselt Airport ligger 43 meter över havet.
Terrängen runt Hasselt Airport är platt. Runt Hasselt Airport är det tätbefolkat, med 511 invånare per kvadratkilometer.. Närmaste större samhälle är Hasselt, 5,0 km sydväst om Hasselt Airport. 
I omgivningarna runt Hasselt Airport växer i huvudsak blandskog.